# Ерна Солберг
Ерна Сульберг (норв. Erna Solberg; нар. 24 лютого 1961, Берген, Норвегія) — норвезька державна і політична діячка. З 2004 лідерка Консервативної партії Норвегії. З 16 жовтня 2013 — 21-й Прем'єр-міністр Норвегії (2013—2021).

## Життєпис
Ерна Сульберг народилася в Бергені в 1961 році. При навчанні в школі їй довелося випробувати ряд труднощів у зв'язку з дислексією, яку діагностували лікарі, коли дівчинці було 16 років. У школі вона грала в оркестрі, брала уроки гри на фортепіано. По закінченню школи Ерна вступила до Бергенського університету, який закінчила в 1986 році за спеціальністю соціологія, політичні науки, статистика та соціальна економіка.
З ранніх років стала членкою Консервативної партії і незабаром увійшла в керівництво спочатку молодіжного крила, потім і самої партії. З 1979 року вона брала участь у діяльності Бергенського молодіжного відділення Консервативної партії, а вже у 1980 році стала головою молодіжного відділення партії в Бергені і заступником голови в фюльке (області) Гордаланн. Політична кар'єра Сульберґ розпочалась на місцевому рівні. В періоди 1979—1983 рр. та 1987—1989 рр. її обирали депутатом Бергенської міської ради. З 1989 року є постійно членом норвезького парламенту Стортингу.
2001 року стала міністром у справах місцевого самоврядування та локального розвитку в уряді Х'єля Магне Бунневіка. Пропрацювала в уряді 4 роки. Показала себе вольовою і цілеспрямованою  і 9 травня 2004 очолила Консервативну партію.
У вересні 2013 року на парламентських виборах у Норвегії альянс з чотирьох правих партій отримав більшість. Прем'єр-міністр Норвегії Єнс Столтенберг заявив про швидку відставку з цього поста. Його на цій посаді змінила 16 жовтня Ерна Сульберґ.

## Сім'я
Ерна перебуває в шлюбі з 1996 з Синдре Фіннесом. Вони виховують доньку Інгрід та сина Еріка.